# Punta del Cortana
La Punta del Cortana és una muntanya de 267 metres que es troba al municipi de Bovera, a la comarca catalana de les Garrigues.